# آرامستان ارامنه مسکو
آرامستان ارامنه مسکو (ارمنی: Մոսկվայի Հայկական Գերեզմանատուն، روسی: Армя́нское Вага́ньковское кла́дбище، Armyanskoe Vagan'kovskoe Kladbishche) یک آرامستان تاریخی ارمنیان در شهر مسکو روسیه می‌باشد که در ناحیه «کراسنایا پرنسیا» (Красная Пресня), نه چندان دور از آرامستان واگانکوفسکوی واقع شده است.
این آرامستان در سال ۱۸۰۴، به ابتکار «میناس لازارف»، رهبر جامعه ارمنیان مسکو که همچنین مبتکر ساخت کلیسای ارمنی «هاروتیون مقدس» (۱۸۰۸–۱۸۱۵) بود بنا نهاده شد. سردابه خانواده لازارف در زیر کلیسا واقع شده است. آرامستان و کلیسا تحت حفاظت دولتی می‌باشند.
ستون سنگی به شکل هرم بر روی مزار ای.ای. لوریس-ملیکوف (۱۸۴۴), مزار آنانوف ساخته شده به سبک معماری ارمنی قرون وسطی، چلیپاسنگ بر روی مزار دی.اس. ملیک-بگلیاروف (۱۹۱۳), مزار نیکلای تاراسوف، به سبک معماری مدرن اثر مجسمه‌ساز روس نیکلای آندریف از جمله مجسمه‌های محافظت شده دولتی می‌باشند.

## مدفونان در آرامستان ارامنه مسکو
- سرگئی آسلامازیان (۱۸۹۷–۱۹۷۸), نوازنده ویولن سل، آهنگساز
- هامو بیک-نازاریان (۱۸۹۱–۱۹۶۵), کارگردان فیلم
- میکائل چایلاخیان (۱۹۰۱–۱۹۹۱), گیاه‌شناس
- زارا دولوخانووا (۱۹۱۸–۲۰۰۷), خواننده اپرا
- آلکسی دوشکین (۱۹۰۴–۱۹۷۷), معمار
- تیگران خاچاتوروف، اقتصاددان، عضو فرهنگستان
- هوهانس لازاریان (۱۸۲۰–۱۸۷۹), سپهبد
- پاول لیسیتسیان (۱۹۱۱–۲۰۰۴), خواننده اپرا
- آشوت مانوچاروف، رهبر مقاومت قره‌باغ
- کوریون ناهاپتیان (۱۹۲۶–۱۹۹۹), نقاش و فعال اجتماعی
- استپانوس نازاریان (۱۸۱۲–۱۸۷۹), ناشر، تاریخ‌نگار ادبیات و خاورشناس
- کروب پاتکانیان (۱۸۳۳–۱۸۸۹), خاورشناس، پژوهشگر، پروفسور
- تیگران پتروسیان (۱۹۲۹–۱۹۸۴), قهرمانی شطرنج جهان از ۱۹۶۳ تا ۱۹۶۹
- آندری پلاتونوف (۱۸۹۹–۱۹۵۱), نویسنده روس
- نادژدا رومیانتسوا (۱۹۳۰–۲۰۰۸), هنرپیشه زن سینما و تئاتر
- ماریتا شاگینیان (۱۸۸۸–۱۹۸۲), نویسنده روس
- سمبات شاه‌عزیز (۱۸۴۰–۱۹۰۸), شاعر، مربی، نویسنده ارمنی
- میکائیل تاریوردیف (۱۹۳۱–۱۹۹۶), آهنگساز
- بوریس چایکوفسکی (۱۹۲۵–۱۹۹۶), آهنگساز

## نگارخانه

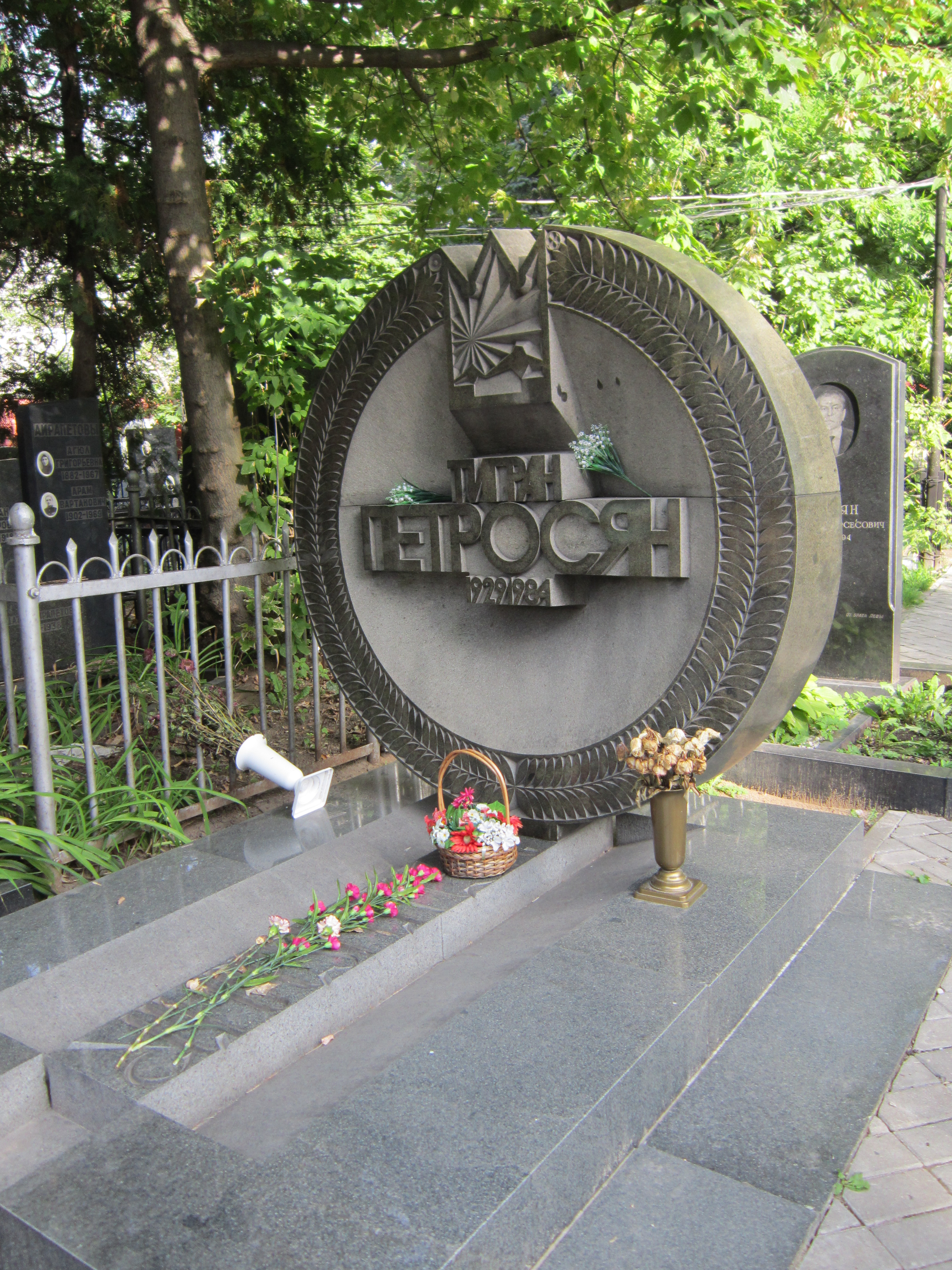
مزار تیگران پتروسیان
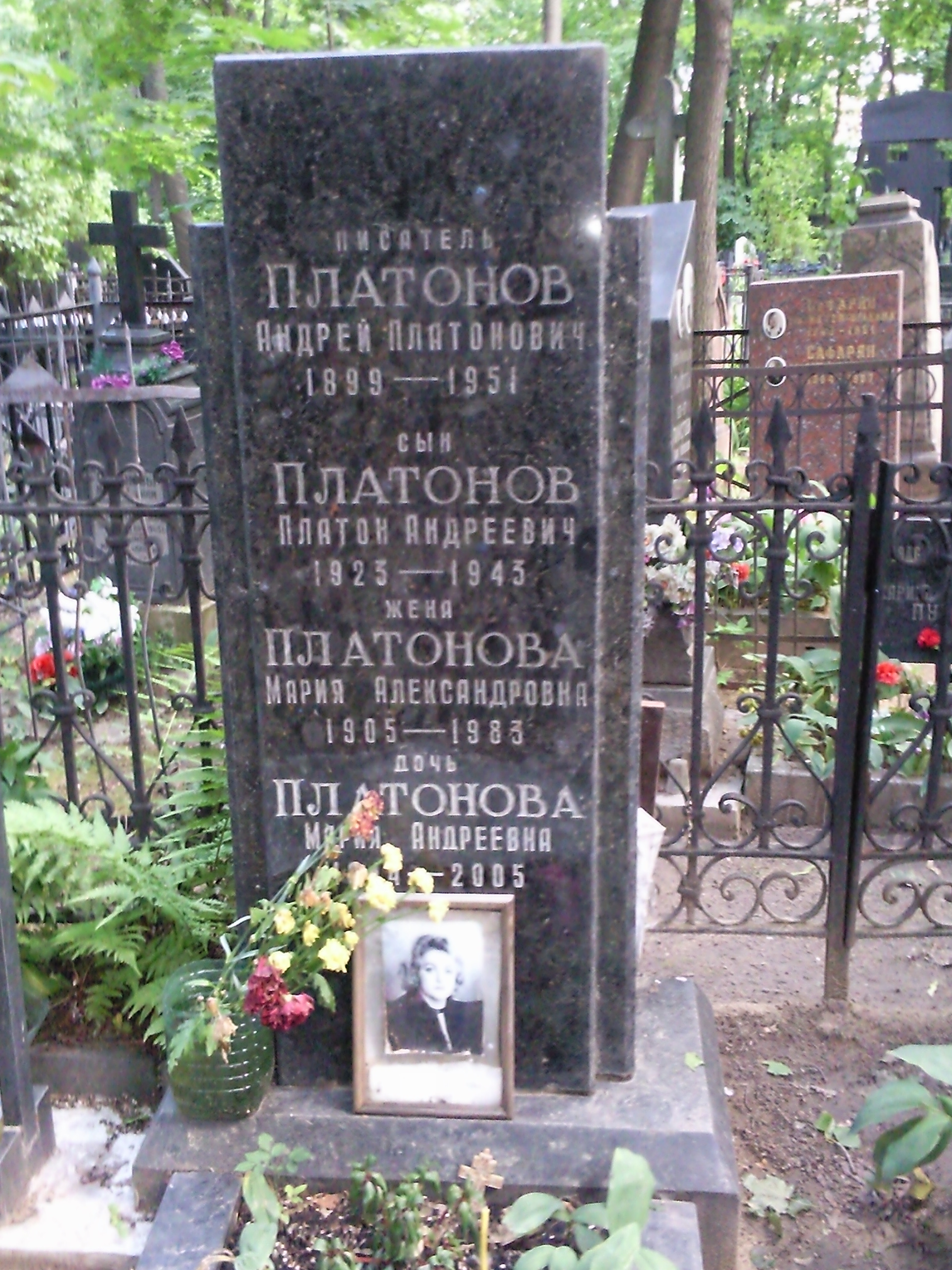
مزار آندری پلاتونوف در آرامستان ارامنه

## کتاب‌ها
- (in Russian) Памятники архитектуры Москвы. Окрестности старой Москвы (северо-западная и северная часть территории). М. , "Искусство XXI век", ۲۰۰۴, شابک ‎۵-۹۸۰۵۱-۰۱۱-۷, с. ۷۱